# Udgårdsloke
Udgårdsloke er i nordisk mytologi konge over jætterne. Han er blandt andet omtalt i myten om Thors besøg hos Udgårdsloke. Udgårdsloke udfordrer Thor og hans følge til kappestrid og jætterne vinder hver eneste dyst. Udgårdsloke afslører bagefter, at der er snyd med i spillet.
Udgårdsloke bor i fæstningen Udgård, der befinder sig i jætternes rige Jotunheim.
Myten viser, at Udgårdsloke kender til runetrolddom som Odin. Et andet fællestræk er, at Udgårdsloke kan forvandle sig. I myten optræder han som kæmpen Skrymer da Thor og hans følge møder ham efter at have overnattet i et hus, der viser sig at være Skrymers handske. Det er i øvrigt også på denne tur at Thor får sine tjenere Tjalfe og Røskva.